# Gustave Mascart
Gustave Mascart (Valenciennes, 1834 - Parijs, 1914) was een Frans kunstschilder.
Gustave Mascart was leerling van de veel bereisde marineschilder Jean-Baptiste Henri Durand-Brager (1814-1879), bij leven vooral bekend omwille van zijn marines met oorlogsschepen.

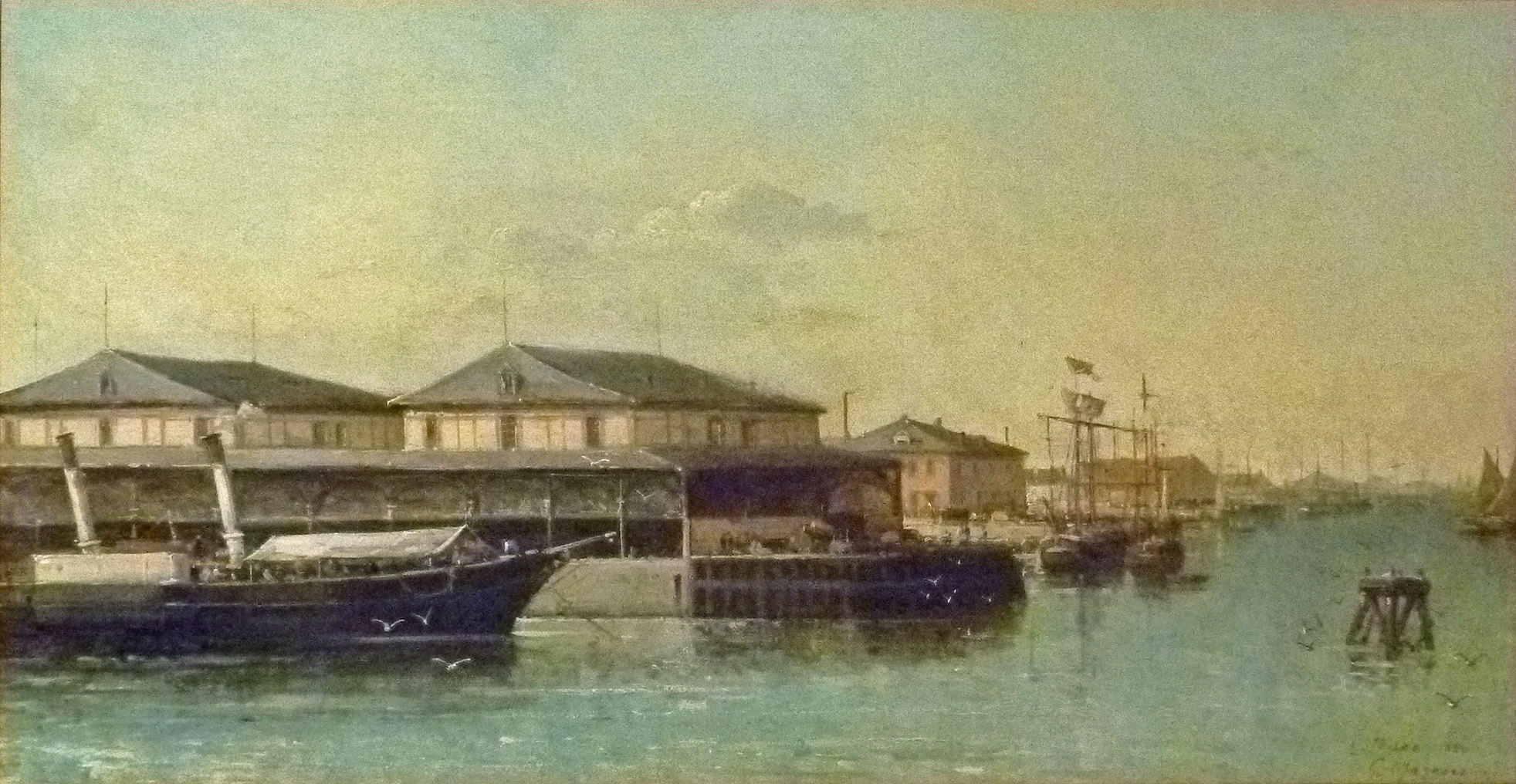
"De handelsdokken te Oostende" (ca. 1884)

Mascart legde zich toe op het realistische stadsgezicht. Vooral Parijs en de periferie kwamen aan bod in zijn oeuvre. Hij kan worden beschouwd als een van de pioniers van wat men "Montmartreschilders" is gaan noemen, met zijn zichten op Montmartre, de Moulin Rouge, Place Pigalle, et cetera. Mascart heeft ook in andere plaatsen stadsgezichten geschilderd, waaronder in: Amsterdam (de Montelbaanstoren), Como, Gent, Oostende en ook de windmolens van Kinderdijk. 

## Tentoonstellingen
- 1880, Parijs, Salon
- 1882, Lyon, Salon: "De Seine te St. Denis", "De Seine bij de Porte de St. Ouen"
- 1884, Lyon, Salon: "De Seine te Bas-Meudon"
- 1887, Lyon, Salon: "De Pont-Marie te Parijs".

## Musea
- Bernay
- Oostende, Mu.ZEE: De haven van Oostende met het maritiem station (1884)
- Saintes

- MusicBrainz: 74883a41-c5d0-4fae-b933-1c5db7ed9f53
- RKD-Nederlands Instituut voor Kunstgeschiedenis: 53074
- Union List of Artist Names: 500042547
- Virtual International Authority File: 95958798